# جون تييري
جون تييري (بالإنجليزية: John Thierry)‏ هو لاعب كرة قدم أمريكية أمريكي، ولد في 4 سبتمبر 1971 في هيوستن في الولايات المتحدة، وتوفي في 24 نوفمبر 2017 بسبب نوبة قلبية.

## وصلات خارجية
- جون تييري على موقع مرجع كرة القدم المحترفة.كوم (الإنجليزية)